# Singapore i olympiska spelen
Singapore deltog vid för första gången i de olympiska sommarspelen 1948 i London. De har därefter deltagit i alla olympiska sommarspel sedan dess förutom 1964 då de var en del av Malaysia och 1980 då de deltog i den av USA ledda bojkotten mot spelen i Moskva. De har aldrig deltagit vid de olympiska vinterspelen.
Singapore har totalt vunnit fem medaljer, i tyngdlyftning, bordtennis och simning.

## Medaljer
| Guld | Silver | Brons | Totalt antal medaljer |
| ---- | ------ | ----- | --------------------- |
| 1    | 2      | 2     | 5                     |

### Medaljer efter sommarspel
| Spel                                    | Guld                   | Silver                 | Brons                  | Totalt                 |
| London 1948                             | 0                      | 0                      | 0                      | 0                      |
| Helsingfors 1952                        | 0                      | 0                      | 0                      | 0                      |
| Melbourne 1956 (ryttarspel i Stockholm) | 0                      | 0                      | 0                      | 0                      |
| Rom 1960                                | 0                      | 1                      | 0                      | 1                      |
| Tokyo 1964                              | Som en del av Malaysia | Som en del av Malaysia | Som en del av Malaysia | Som en del av Malaysia |
| Mexico City 1968                        | 0                      | 0                      | 0                      | 0                      |
| München 1972                            | 0                      | 0                      | 0                      | 0                      |
| Montréal 1976                           | 0                      | 0                      | 0                      | 0                      |
| Moskva 1980                             | Deltog inte            | Deltog inte            | Deltog inte            | Deltog inte            |
| Los Angeles 1984                        | 0                      | 0                      | 0                      | 0                      |
| Seoul 1988                              | 0                      | 0                      | 0                      | 0                      |
| Barcelona 1992                          | 0                      | 0                      | 0                      | 0                      |
| Atlanta 1996                            | 0                      | 0                      | 0                      | 0                      |
| Sydney 2000                             | 0                      | 0                      | 0                      | 0                      |
| Aten 2004                               | 0                      | 0                      | 0                      | 0                      |
| Peking 2008                             | 0                      | 1                      | 0                      | 1                      |
| London 2012                             | 0                      | 0                      | 2                      | 2                      |
| Rio de Janeiro 2016                     | 1                      | 0                      | 0                      | 1                      |
| Totalt                                  | 1                      | 2                      | 2                      | 5                      |

### Medaljer efter sport
| Sport         | Guld | Silver | Brons | Totalt |
| Simning       | 1    | 0      | 0     | 1      |
| Bordtennis    | 0    | 1      | 2     | 3      |
| Tyngdlyftning | 0    | 1      | 0     | 1      |
| Totalt        | 1    | 2      | 2     | 5      |